# Weißensberg
Weißensberg – miejscowość i gmina w południowych Niemczech, w kraju związkowym Bawaria, w rejencji Szwabia, w regionie Allgäu, w powiecie Lindau (Bodensee), wchodzi w skład wspólnoty administracyjnej Sigmarszell. Leży około 5 km na północ od Lindau (Bodensee), przy autostradzie A96, drodze B12 i linii kolejowej Bregencja-Ulm.

## Dzielnice
Gmina składa się z 11 dzielnic: Altrehlings, Eggenwatt, Grübels, Lampertsweiler, Metzlers, Oberhof, Rehlings, Rothkreuz, Schwatzen, Weißensberg i Wildberg.

## Polityka
Wójtem gminy jest Hans Kern z Freie Bürger e.V.
|      | CSU | Freie Wählerschaft | Freie Bürger e.V. | Razem |
| 2008 | 2   | 6                  | 6                 | 14    |

## Współpraca
Miejscowości partnerskie:
- Andouillé, Francja
- Risch-Rotkreuz, Szwajcaria (kontakty utrzymuje dzielnica Rothkreuz)